# Soupeření Federera a Roddicka
Soupeření Federera a Roddicka představuje sérii vzájemných zápasů mezi dvěma profesionálními tenisty – Rogerem Federerem ze Švýcarska a Andym Roddickem ze Spojených států, jenž ukončil aktivní kariéru v září 2012. Právě švýcarský tenista sesadil Američana z prvního místa žebříčku ATP poté, co získal premiérový titul na Australian Open v roce 2004. Následně na čele světové klasifikace setrval 237 týdnů bez přerušení, čímž vytvořil nový tenisový rekord.
Úhrnem se oba na okruhu střetli ve 24 zápasech, včetně čtyř finále Grand Slamu – tří wimbledonských a jednoho na US Open. Švýcar dosáhl výrazně aktivní bilance v poměru 21–3 (87,5 %), čímž se Roddick na okruhu ATP stal hráčem s nejvyšším počtem porážek od Federera.
Výjimečný zápas se odehrál ve finále Wimbledonu 2009, které trvalo čtyři hodiny a sedmnáct minut, z toho poslední pátá sada 95 minut, čímž se stala nejdelší ve více než 130leté historii finále mužského Grand Slamu. Překonala tak počtem her i délkou pátý set finále na French Championships 1927. Američan během celého pětisetového utkání ztratil pouze jedno podání, a to až v úplně posledním gamu rozhodujícího setu za stavu 14–15. Federer tímto triumfem získal patnáctý grandslamový titul, čímž překonal historicky rekordní zápis Peta Samprase.
Na prvních dvou příčkách žebříčku ATP dvojice figurovala od listopadu 2003 do ledna 2005.

## Historie významných zápasů
| Vzájemný poměr zápasů     |                 |
| zápasy                    | Federer–Roddick |
| celkově                   | 21–3            |
| finále celkově            | 7–0             |
| poměr dle turnajů         |                 |
| Grand Slam                | 9–0             |
| finále Grand Slamu        | 4–0             |
| Australian Open           | 3–0             |
| French Open               | —               |
| Wimbledon                 | 4–0             |
| US Open                   | 2–0             |
| Turnaj mistrů             | 3–0             |
| série Masters             | 4–3             |
| finále série Masters      | 2–0             |
| ATP 500/Gold Series       | 2–0             |
| ATP 250/Int'l Series      | 4–0             |
| poměr dle povrchů         |                 |
| antuka                    | 1–0             |
| tráva                     | 4–0             |
| tvrdý povrch venku        | 9–3             |
| tvrdý povrch v hale       | 4–0             |
| koberec                   | 2–0             |
| poměr dle setů            |                 |
| duely na 2 vítězné sety   | 12–3            |
| duely na 3 vítězné sety   | 9–0             |
| duely s 5 odehranými sety | 1–0             |

### Čtvrtfinále Swiss Indoors 2002
Třetí vzájemné utkání mezi Federerem a Roddickem se uskutečnilo ve čtvrtfinále Davidoff Swiss Indoors 2002 v basilejském rodišti Švýcara.
Úvodní sadu rozhodl Federer ve svůj prospěch zvládnutou zkrácenou hrou a ve druhém dějství dokázal prolomit soupeřovo podání. Při náskoku dvou her 3–1 zahrál další vítězný game na příjmu, v němž předvedl jeden ze svých „zázračných úderů“. Američan po servisu naběhl na síť a odehrál dva voleje. Po druhém z nich se soupeř bránil pomalým a krátkým lobem k síti. Roddick tak snadno zasmečoval zdánlivě vítězný míč. Přesto se švýcarský tenista nevzdal a míč doběhl do rohu dvorce. Z výskoku pak zahrál nechytatelnou kontrasmeč po lajně. Frustrovaný americký hráč pouze odhodil raketu na soupeřovu polovinu.
Druhou sadu dovedl basilejský rodák k výhře 6–1 a po hodině a deseti minutách postoupil do semifinále. Podruhé za sebou tak Američana vyřadil ve čtvrtfinále Swiss Indoors a navýšil aktivní bilanci vzájemných zápasů na 3–0.

### Semifinále Wimbledonu 2003
Debutovým střetnutím na nejstarším turnaji světa ve Wimbledonu se stalo semifinále dvouhry v roce 2003. Na cestě do této fáze oba aktéři ztratili pouze jeden set a vítěz byl favoritem pro finálový duel, kde jej čekalAustralan Mark Philippoussis. Úvodní sada dospěla do tiebreaku. Roddick v něm nezužitkoval setbol za stavu míčů 6:5. Nepovedený forhend skončil v síti a soupeři nabídl pokračování setu. Švýcar toho využil k sérii tří míčů a zisku zkrácené hry poměrem 8:6. Poté, co Federer ve zbývajících dvou dějstvích vždy prolomil servis protivníka, dovedl utkání do vítězného konce výsledkem 7-6, 6-3 a 6-3. Boj o titul poté s australským hráčem zvládl a získal svou první wimbledonskou trofej.

### Semifinále Canada Masters 2003
Nejbližším vzájemným zápasem od červencového Wimbledonu se stalo semifinále na srpnovém Canada Masters 2003, jehož mužská polovina probíhala daný rok v Montréalu. Třetí nasazený Federer na dvorec vstupoval s vědomím, poprvé se stát světovou jedničkou, pokud by střetnutí dovedl k vítězství. Bilance obou hráčů vyznívala pro Švýcara, když všechna čtyři předchozí klání vyhrál.
Šestý nasazený Roddick si připsal úvodní set, ale druhý naopak ztratil. O vítězi tak rozhodlo až závěrečné třetí dějství, které dospělo do tiebreaku. Jednalo se o pátou vzájemnou zkrácenou hru v pěti odehraných zápasech, když všechny čtyři předtím získal švýcarský hráč. Američan však na montréalském dvorci odskočil ve zkrácené hře do vedení, které zužitkoval v přesvědčivou výhru poměrem míčů 7:3. Následně získal titul, když zvládl finále proti Mardymu Fishovi. Série letních titulů na Atlanta Tennis Championships, Cincinnati Masters, Canada Masters a US Open Američana katapultovala na první místo žebříčku ATP.

### Finále Wimbledonu 2004
Premiérové finále na jakékoli události okruhu členové dvojice odehráli ve Wimbledonu 2004. Poprvé proti sobě také nastupovali jako první a druhý muž světové klasifikace. Čelu žebříčku vévodil Federer a z pozice obhájce titulu vstupoval na centrální dvorec v roli favorita.
Po ztrátě Švýcarova podání si první sadu připsal Roddick díky přesným a tvrdým forhendům. Následně však basilejský rodák zpřesnil hru a vyhrál další tři sety, v jejich průběhu také zvládl tiebreak na konci třetího z nich. Po dvou a půl hodinách dosáhl na druhý wimbledonský a třetí grandslamový titul kariéry. Tímto finále odstartoval nepřetržitou sérii účastí ve 23 semifinále a 36 čtvrtfinále Grand Slamu, kterými vytvořil nové historické rekordy v tenisu.

### Finále Wimbledonu 2005

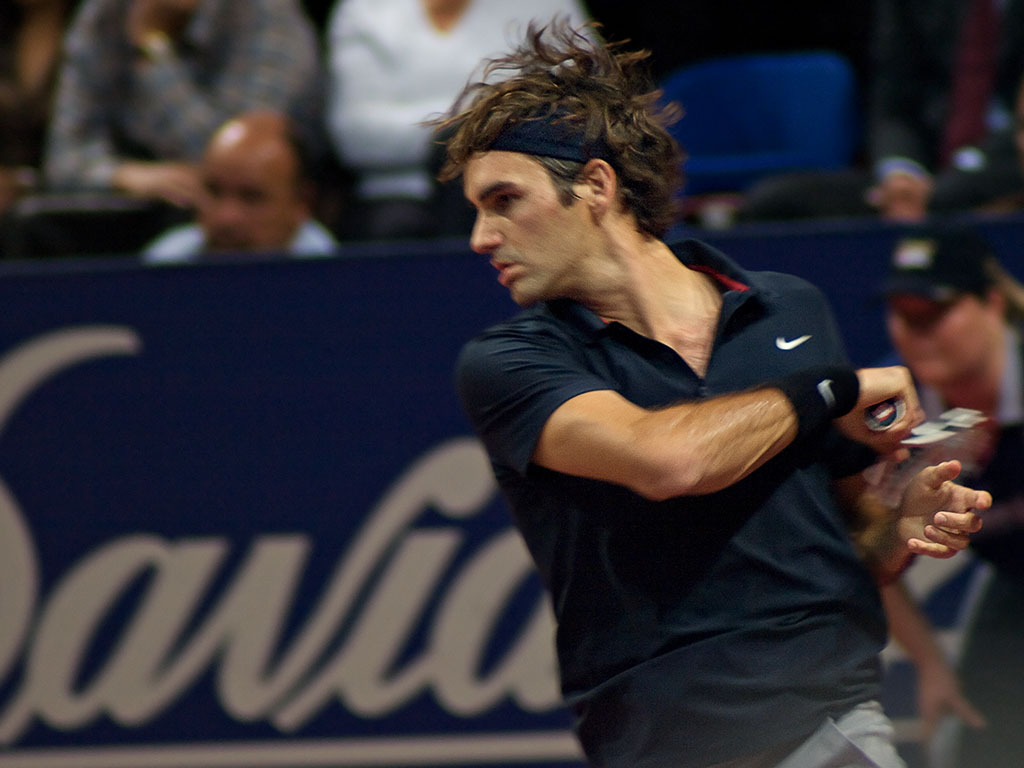
Federer na Swiss Indoors, kde Roddicka vyřadil v letech 2001, 2002, 2010 a 2011

Pár se opět střetl ve finále Wimbledonu 2005. Švýcarskému tenistovi patřila první a americkému hráči druhá příčka mužské klasifikace.
Střetnutí o titul mělo jednoznačnější průběh než v předchozím ročníku, když Federer první sadu vyhrál hladce po prolomení dvou podání soupeře. Díky zvládnuté tiebreakové koncovce v poměru 7:2, navýšil vedení 2–0 na sety. Další zisk Američanova servisu ve třetím dějství mu stačil k zisku třetí wimbledonské trofeje v řadě a pátému kariérnímu grandslamu.

### Finále US Open 2006
Poprvé od Wimbledonu 2005 na sebe oba hráči narazili ve finále newyorského US Open 2006. Jednalo se o jejich šestý vzájemný finálový zápas za sebou.
Během úvodní sady Federer prolomil soupeři dvakrát podání a dovedl ji bez potíží k výhře. Na počátku druhého setu však Roddick získal první break, jehož zisk potvrdil vyrovnáním poměru setů. Poslední dvě dějství pro změnu opanoval opět Švýcar, když se nejdříve vyhnul tiebreaku prolomením servisu v závěru prvního z nich. Američan poté ztratil rytmus hry a ve zbytku utkání získal pouze jediný game. Basilejský rodák slavil hattrick – třetí titul na US Open bez přerušení.

### Semifinále Australian Open 2007

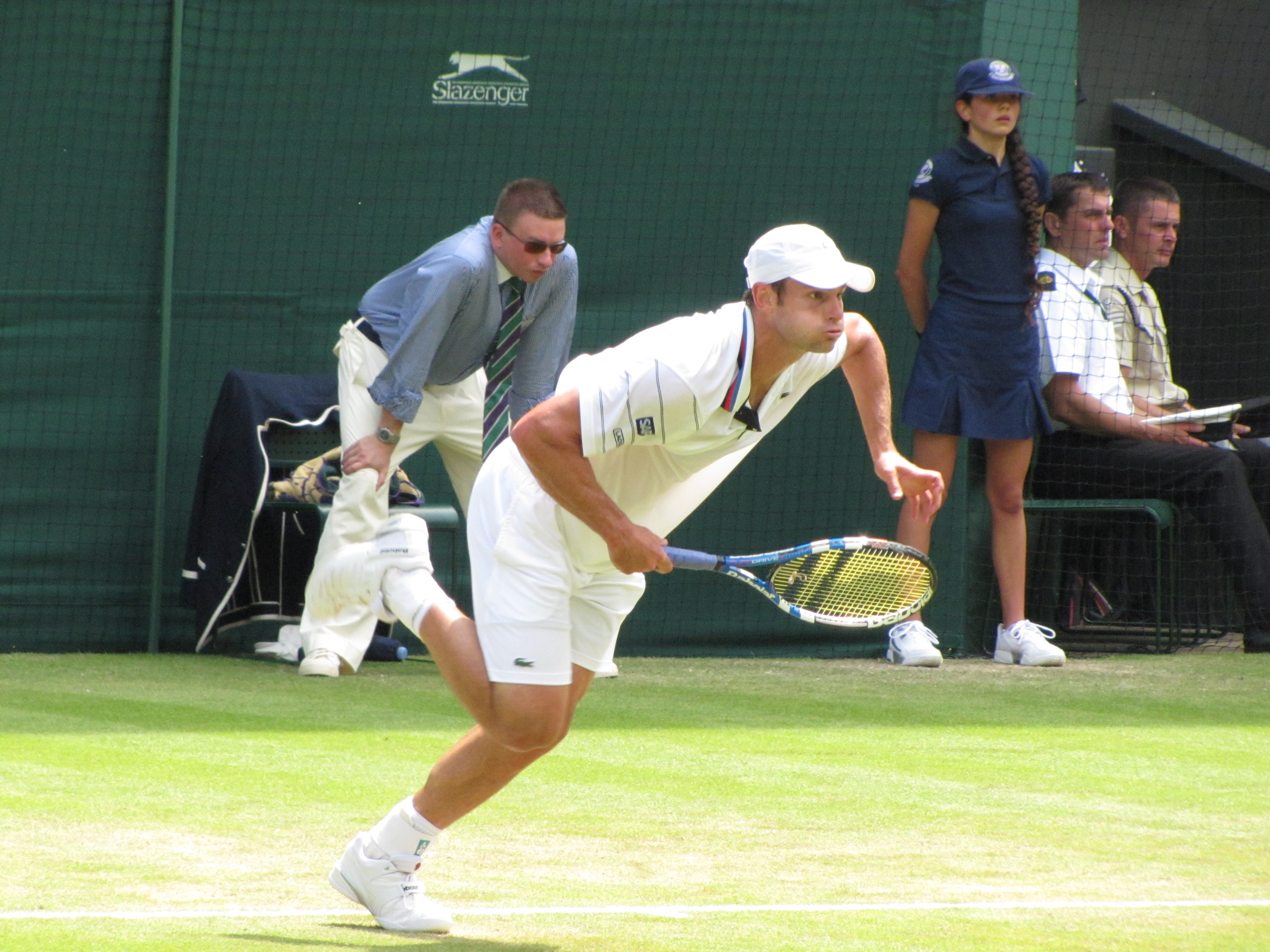
Roddick ve Wimbledonu, kde na Federera nestačil třikrát ve finále a jednou v semifinále

Před vzájemným semifinále na lednovém Australian Open 2007 Federer zdolal Američana ve finále US Open 2006 a také v základní skupině šanghajského Turnaje mistrů, když v každém z těchto střetnutí přišel o jeden set. Krátce před melbournským grandslamem se oba hráči utkali ještě ve finále exhibičního turnaje AAMI Classic, probíhajícího na stadionu Kooyong, který byl dějištěm Australian Open do sezóny 1988. Roddick v utkání vyhrál 2–0 na sety.
Do semifinále melbournského majoru vstoupil lépe švýcarský hráč výhrou v úvodním setu. Dokázal v něm prolomit soupeřův servis hned během úvodní hry, aby jej sám následně ztratil. Jedinkrát v duelu si tak Američan připsal podání protivníka. Od stavu 3–4 na gamy naopak basilejský rodák vyhrál jedenáct her v řadě a opanoval dění na dvorci. Ve druhém dějství Roddick od basilejského rodáka obdržel druhého kanára v kariéře. I třetí sadu Federer vyhrál bez potíží a po hladkém výsledku 6–4, 6–0 a 6–2 postoupil do finále. V něm zdolal Fernanda Gonzáleze a stal se tak prvním tenistou od Borgova výkonu v roce 1980, který zvítězil na grandslamu bez ztráty jediné sady.
Po semifinálové výhře švýcarská světová jednička prodloužila šňůru neporazitelnosti na 36 zápasů a sdělila: „Měl jsem jeden z těch dnů, kdy se prostě všechno daří. Byl jsem neporazitelný. Hrál jsem jako beze smyslů. Jsem sám sebou šokován.“ V hledišti přihlížející australská tenisová legenda Rod Laver k jeho výkonu prohlásil: „Myslím, že zručný Roger je asi nejlepší hráč, jakého jsem kdy viděl … Způsob, kterým dosahuje na grandslamové tituly, z něj může udělat nejlepšího tenistu všech dob.“

### Čtvrtfinále Miami Masters 2008
Před březnovým čtvrtfinále na Miami Masters 2008 měli oba členové dvojice slabší vstup do sezóny. Roddick vypadl ve třetím kole Australian Open a ve druhé fázi kalifornského Indian Wells Masters. Federer v březnu oznámil, že u něj byla dříve zjištěna infekční mononukleóza, kterou mohl trpět už od počátku prosince 2007. Před zahájením Australian Open také vykazoval příznaky vyskytující se při alimentárních otravách. Dodal, že jeho aktuální zdravotní stav je způsobilý k pokračování tenisové sezóny.
Během čtvrtfinále se šestý nasazený Američan dostal do vedení 1–0 na sety, když zvládl zkrácenou hru poměrem míčů 7–4. Ve druhé sadě jej však soupeř připravil o podání. Dvougamový rozdíl v jejím konečném výsledku znamenal nutnost odehrání třetího dějství, které rozhodlo o vítězi zápasu. Roddick v něm dokázal vyhrát 6–3 a zaznamenal první vzájemné vítězství po téměř pěti letech. Snížil tak pasivní bilanci utkání na 2–15.

### Finále Wimbledonu 2009

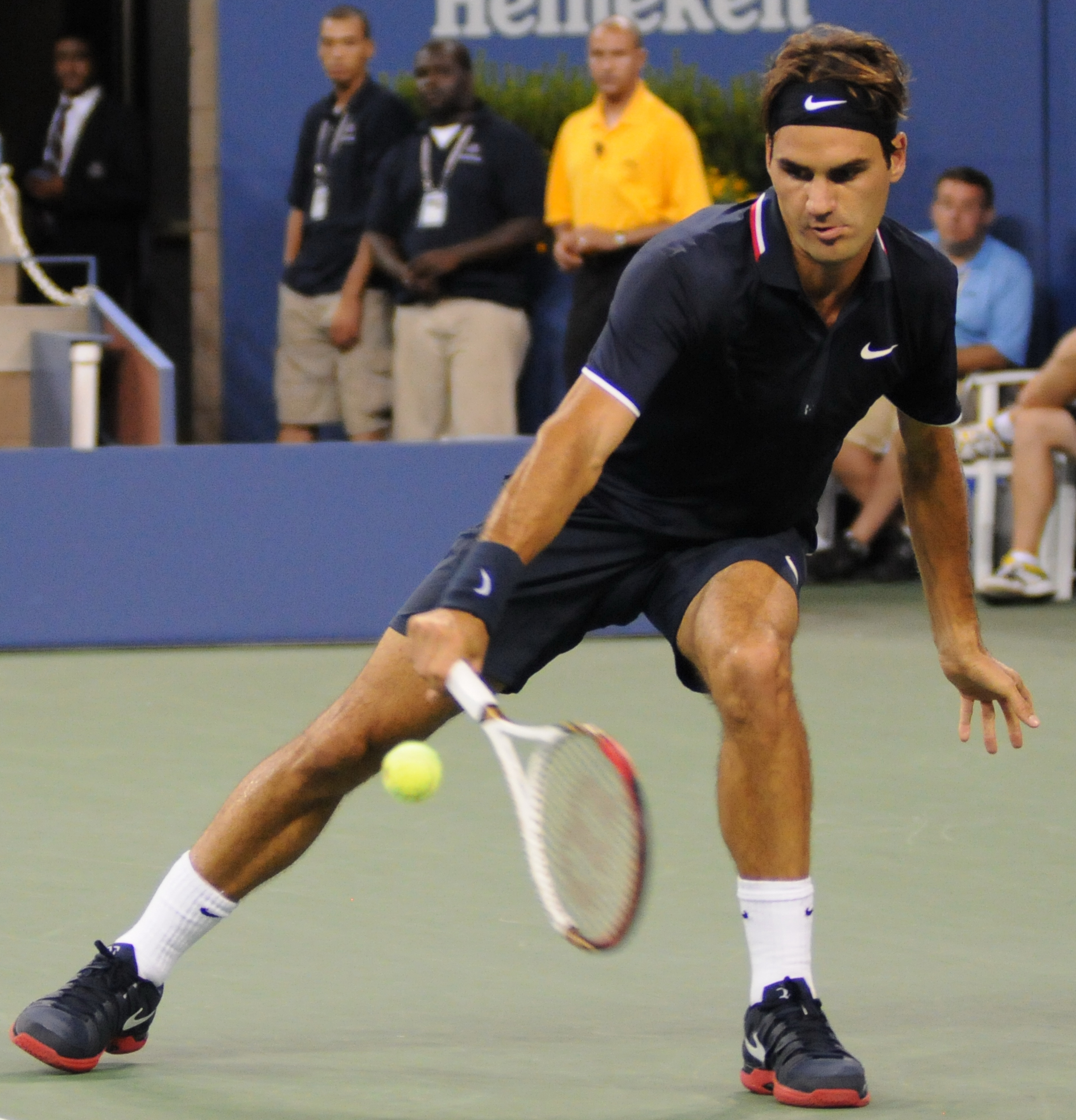
Na US Open Federer porazil Roddicka dvakrát – ve finále a čtvrtfinále

Oba aktéři se utkali potřetí ve finále wimbledonského turnaje v mužské dvouhře roku 2009. Jednalo se o první finálovou bitvu na turnaji od US Open 2006. Na cestě do finále ztratil druhý nasazený Federer jediný set. Naopak Roddickovi v prvních třech kolech odebral každý ze soupeřů po jedné sadě. Ve čtvrtfinále i semifinále pak Američan svedl dvě pětisetová dramata proti Hewittovi a Murraymu.
Boj o titul mělo vyrovnaný průběh. První čtyři sady si hráči rozdělili rovnocenně v poměru setů 2–2 a každý z nich si také připsal po jedné výhře v tiebreaku. Páté dějství nabídlo drama, když jej basilejský rodák získal poměrem gamů 16–14. Celkový počet 30 her rozhodujícího setu byl také novým rekordem Grand Slamu. Do historických statistik se duel výsledkem 5–7, 7–6, 7–6, 3–6 a 16–14 zapsal jako do té doby nejdelší grandslamové finále mužské dvouhry se 77 gamy, když poslední rozhodující sada trvala rekordních 95 minut. Americká televizní stanice ESPN utkání nazvala „právě probíhající klasikou“ (instant classic). Ve Velké Británii finále zaznamenalo nejvyšší televizní rating u jakéhokoli wimbledonského finále od roku 2001.
Triumfem se Švýcar stal čtvrtým hráčem otevřené éry tenisu, jemuž se podařilo dosáhnout na tzv. Channel Slam, tj. tituly z French Open a Wimbledonu během jednoho kalendářního roku. Doplnil tak trojici Rafael Nadal (2008), Björn Borg (1978–1980) a Rod Laver (1969). Spolu s Nadalem drželi jako jediní dva hráči současně grandslamové tituly z antuky, trávy a tvrdého povrchu (Federer byl úřadujícím šampiónem US Open 2008, French Open 2009 a Wimbledonu 2009).
V následné pondělní klasifikaci ze 6. července Federer vystřídal Nadala na čele žebříčku ATP a pozici světové jedničky, již do konce sezóny neopustil.

### Třetí kolo Miami Masters 2012
Naposledy, ve 24. vzájemném střetnutí, proti sobě oba tenisté nastoupili ve třetím kole floridského Miami Masters 2012. Utkání představovalo jejich jediný duel odehraný ještě před čtvrtfinálovou fází. Američan dokázal ukončit Federerovu 16zápasovou neporazitelnost, když do Key Biscayne Švýcar přijížděl jako úřadující vítěz předcházejících turnajů Rotterdam Open, Dubai Tennis Championships a kalifornského Indian Wells Masters. Od zářijového US Open 2011 držel výrazně aktivní bilanci výher a proher 40–2.
Americký 34. hráč světové klasifikace v první a třetí sadě neztratil ani jedno podání. Úvodní dějství dospělo do tiebreaku, které zvládl poměrem míčů 7:5. Federer však díky prolomeným servisům soupeře druhý set vyhrál přesvědčivě 6–1. V úvodu třetího dějství naopak nedokázal proměnit ani jednu ze tří breakbolových příležitostí. V dalším gamu mu naopak Roddick sebral podání čtyřmi drtivými forhendy a dovedl utkání do vítězného konce. Po zápase k této fázi americký hráč sdělil: „V té hře jsem returnoval snad nejlépe v životě. Dal jsem myslím čtyři vítězné forhendy.“ Celkově tak snížil nepříznivý poměr vzájemných duelů na konečných 3–21. Na zářijovém US Open 2012 pak ukončil aktivní kariéru.
Federer, jenž podlehl poprvé po 77 výhrách hráči figurujícímu mimo elitní dvacítku tenistů, dodal: „Cítil jsem se trochu prázdný, trochu unavený, ale více psychicky než fyzicky. To je možná tím, že už mám za sebou třicítku zápasů a tohle je daň, ale to je normální.“

## Seznam zápasů: Federer–Roddick
| Legenda                       | Legenda                     | Legenda | Legenda |
| 2004–2008                     | od 2009                     | Federer | Roddick |
| ----------------------------- | --------------------------- | ------- | ------- |
| Grand Slam                    | Grand Slam                  | 8       | 0       |
| Tennis Masters Cup            | ATP World Tour Finals       | 3       | 0       |
| ATP Masters Series            | ATP World Tour Masters 1000 | 4       | 3       |
| ATP International Series Gold | ATP World Tour 500          | 2       | 0       |
| ATP International Series      | ATP World Tour 250          | 4       | 0       |
| Davis Cup                     | Davis Cup                   | 0       | 0       |

### Dvouhra: 24 (21–3)
| č.                                   | rok  | turnaj             | povrch      | fáze          | vítěz   | výsledek                            | čas  | F–R  |
| ------------------------------------ | ---- | ------------------ | ----------- | ------------- | ------- | ----------------------------------- | ---- | ---- |
| 1.                                   | 2001 | Basilej            | koberec (h) | čtvrtfinále   | Federer | 3–6, 6–3, 7–6(7–5)                  | 1:41 | 1–0  |
| 2.                                   | 2002 | Sydney             | tvrdý       | semifinále    | Federer | 7–6(7–3), 6–4                       | 1:21 | 2–0  |
| 3.                                   | 2002 | Basilej            | koberec (h) | čtvrtfinále   | Federer | 7–6(7–5), 6–1                       | 1:10 | 3–0  |
| 4.                                   | 2003 | Wimbledon          | tráva       | semifinále    | Federer | 7–6(8–6), 6–3, 6–3                  | 1:43 | 4–0  |
| 5.                                   | 2003 | Montréal           | tvrdý       | semifinále    | Roddick | 6–4, 3–6, 7–6(7–3)                  | 1:56 | 4–1  |
| 6.                                   | 2003 | Tennis Masters Cup | tvrdý       | semifinále    | Federer | 7–6(7–2), 6–2                       | 1:02 | 5–1  |
| 7.                                   | 2004 | Wimbledon          | tráva       | finále        | Federer | 4–6, 7–5, 7–6(7–3), 6–4             | 2:31 | 6–1  |
| 8.                                   | 2004 | Toronto            | tvrdý       | finále        | Federer | 7–5, 6–3                            | 1:25 | 7–1  |
| 9.                                   | 2004 | Bangkok            | tvrdý (h)   | finále        | Federer | 6–4, 6–0                            | 0:57 | 8–1  |
| 10.                                  | 2005 | Wimbledon          | tráva       | finále        | Federer | 6–2, 7–6(7–2), 6–4                  | 1:41 | 9–1  |
| 11.                                  | 2005 | Cincinnati         | tvrdý       | finále        | Federer | 6–3, 7–5                            | 1:15 | 10–1 |
| 12.                                  | 2006 | US Open            | tvrdý       | finále        | Federer | 6–2, 4–6, 7–5, 6–1                  | 2:25 | 11–1 |
| 13.                                  | 2006 | Tennis Masters Cup | tvrdý (h)   | zákl. skupina | Federer | 4–6, 7–6(10–8), 6–4                 | 2:29 | 12–1 |
| 14.                                  | 2007 | Australian Open    | tvrdý       | semifinále    | Federer | 6–4, 6–0, 6–2                       | 1:23 | 13–1 |
| 15.                                  | 2007 | US Open            | tvrdý       | čtvrtfinále   | Federer | 7–6(7–5), 7–6(7–4), 6–2             | 2:01 | 14–1 |
| 16.                                  | 2007 | Tennis Masters Cup | tvrdý (h)   | zákl. skupina | Federer | 6–4, 6–2                            | 1:01 | 15–1 |
| 17.                                  | 2008 | Miami              | tvrdý       | čtvrtfinále   | Roddick | 7–6(7–4), 4–6, 6–3                  | 1:55 | 15–2 |
| 18.                                  | 2009 | Australian Open    | tvrdý       | semifinále    | Federer | 6–2, 7–5, 7–5                       | 2:05 | 16–2 |
| 19.                                  | 2009 | Miami              | tvrdý       | čtvrtfinále   | Federer | 6–3, 4–6, 6–4                       | 2:03 | 17–2 |
| 20.                                  | 2009 | Madrid             | antuka      | čtvrtfinále   | Federer | 7–5, 6–7(5–7), 6–1                  | 2:11 | 18–2 |
| 21.                                  | 2009 | Wimbledon          | tráva       | finále        | Federer | 5–7, 7–6(8–6), 7–6(7–5), 3–6, 16–14 | 4:16 | 19–2 |
| 22.                                  | 2010 | Basilej            | tvrdý (h)   | semifinále    | Federer | 6–2, 6–4                            | 1:10 | 20–2 |
| 23.                                  | 2011 | Basilej            | tvrdý (h)   | čtvrtfinále   | Federer | 6–3, 6–2                            | 1:04 | 21–2 |
| 24.                                  | 2012 | Miami              | tvrdý       | 32 v kole     | Roddick | 7–6(7–5), 1–6, 6–4                  | 2:01 | 21–3 |
| čas – hod:min; F–R – Federer–Roddick |      |                    |             |               |         |                                     |      |      |

## Chronologické srovnání dvojice na Grand Slamu

### 2001–2006
| Tenista       | 2001 | 2001 | 2001 | 2001 | 2002 | 2002 | 2002 | 2002 | 2003 | 2003 | 2003 | 2003 | 2004 | 2004 | 2004 | 2004 | 2005 | 2005 | 2005 | 2005 | 2006 | 2006 | 2006 | 2006 |
| ------------- | ---- | ---- | ---- | ---- | ---- | ---- | ---- | ---- | ---- | ---- | ---- | ---- | ---- | ---- | ---- | ---- | ---- | ---- | ---- | ---- | ---- | ---- | ---- | ---- |
| Tenista       | AUS  | FRA  | WIM  | USA  | AUS  | FRA  | WIM  | USA  | AUS  | FRA  | WIM  | USA  | AUS  | FRA  | WIM  | USA  | AUS  | FRA  | WIM  | USA  | AUS  | FRA  | WIM  | USA  |
| Roger Federer | 3R   | QF   | QF   | 4R   | 4R   | 1R   | 1R   | 4R   | 4R   | 1R   | W    | 4R   | W    | 3R   | W    | W    | SF   | SF   | W    | W    | W    | F    | W    | W    |
| Andy Roddick  | A    | 3R   | 3R   | QF   | 2R   | 1R   | 3R   | QF   | SF   | 1R   | SF   | W    | QF   | 2R   | F    | QF   | SF   | 2R   | F    | 1R   | 4R   | 1R   | 3R   | F    |

### 2007–2012
| Tenista       | 2007 | 2007 | 2007 | 2007 | 2008 | 2008 | 2008 | 2008 | 2009 | 2009 | 2009 | 2009 | 2010 | 2010 | 2010 | 2010 | 2011 | 2011 | 2011 | 2011 | 2012 | 2012 | 2012 | 2012 |
| ------------- | ---- | ---- | ---- | ---- | ---- | ---- | ---- | ---- | ---- | ---- | ---- | ---- | ---- | ---- | ---- | ---- | ---- | ---- | ---- | ---- | ---- | ---- | ---- | ---- |
| Tenista       | AUS  | FRA  | WIM  | USA  | AUS  | FRA  | WIM  | USA  | AUS  | FRA  | WIM  | USA  | AUS  | FRA  | WIM  | USA  | AUS  | FRA  | WIM  | USA  | AUS  | FRA  | WIM  | USA  |
| Roger Federer | W    | F    | W    | W    | SF   | F    | F    | W    | F    | W    | W    | F    | W    | QF   | QF   | SF   | SF   | F    | QF   | SF   | SF   | SF   | W    | QF   |
| Andy Roddick  | SF   | 1R   | QF   | QF   | 3R   | A    | 2R   | QF   | SF   | 4R   | F    | 3R   | QF   | 3R   | 4R   | 2R   | 4R   | A    | 3R   | QF   | 2R   | 1R   | 3R   | 4R   |

| Legenda | Legenda                 | Legenda | Legenda                     |
| ------- | ----------------------- | ------- | --------------------------- |
| tučně   | pár se na turnaji utkal | A       | turnaje se hráč nezúčastnil |
| QL      | prohra v kvalifikaci    | R       | prohra v daném kole turnaje |
| QF      | prohra ve čtvrtfinále   | SF      | prohra v semifinále         |
| F       | prohra ve finále        | W       | vítězství v turnaji         |

## Vývoj kariéry dvojice
Federer (nar. 8. srpna 1981) je přibližně o jeden rok starší než Roddick (nar. 30. srpna 1982). Tabulka uvádí srovnání vývoje tenisových kariér obou členů dvojice. V každém svislém sloupci je dosažný věk tenisty v konkrétní sezóně a kumulovaný zisk titulů a výher (vítězných zápasů) do konce dané sezóny. Počátek je v 18 letech stáří obou hráčů, čemuž odpovídá rok sezóny, v němž tohoto věku každý z dvojice dosáhl.
Například Federer sezónu 2004 zakončil ve věku 23 let. Do té doby vyhrál celkově 4 Grand Slamy, 61 grandslamových utkání a na okruhu ATP získal celkem 22 titulů. Sezónu zakončil na 1. místě žebříčku a na jeho čele v celé kariéře figuroval 48 týdnů. Ve srovnání s tím, Roddick ve 23 letech zakončil sezónu 2005. Do té doby zvítězil celkem na 1 Grand Slamu a vyhrál 20 titulů. Danou sezónu 2005 zakončil na 3. místě a v celé kariéře byl 13 týdnů světovou jedničkou.
| Věk (na konci sezóny)           | Věk (na konci sezóny) | 18   | 19   | 20   | 21   | 22   | 23   | 24   | 25   | 26   | 27   | 28   | 29   | 30   | 31   | 32   | 33   | 34   |
| Federerovy sezóny               | Federerovy sezóny     | 1999 | 2000 | 2001 | 2002 | 2003 | 2004 | 2005 | 2006 | 2007 | 2008 | 2009 | 2010 | 2011 | 2012 | 2013 | 2014 | 2015 |
| Roddickovy sezóny               | Roddickovy sezóny     | 2000 | 2001 | 2002 | 2003 | 2004 | 2005 | 2006 | 2007 | 2008 | 2009 | 2010 | 2011 | 2012 | 2013 | 2014 | 2015 | 2016 |
| ------------------------------- | --------------------- | ---- | ---- | ---- | ---- | ---- | ---- | ---- | ---- | ---- | ---- | ---- | ---- | ---- | ---- | ---- | ---- | ---- |
| tituly na Grand Slamu           | Federer               | 0    | 0    | 0    | 0    | 1    | 4    | 6    | 9    | 12   | 13   | 15   | 16   | 16   | 17   | 17   | 17   | 17   |
| tituly na Grand Slamu           | Roddick               | 0    | 0    | 0    | 1    | 1    | 1    | 1    | 1    | 1    | 1    | 1    | 1    | 1    | 1    | 1    | 1    |      |
| výhry* na Grand Slamu           | Federer               | 0    | 7    | 20   | 26   | 39   | 61   | 85   | 112  | 138  | 162  | 188  | 208  | 228  | 247  | 252  | 279  | 307  |
| výhry* na Grand Slamu           | Roddick               | 0    | 8    | 15   | 32   | 47   | 59   | 70   | 83   | 90   | 106  | 116  | 125  | 131  | 131  | 131  | 131  | 131  |
| tituly celkově                  | Federer               | 0    | 0    | 1    | 4    | 11   | 22   | 33   | 45   | 53   | 57   | 61   | 66   | 70   | 76   | 76   | 82   | 88   |
| tituly celkově                  | Roddick               | 0    | 3    | 5    | 11   | 15   | 20   | 21   | 23   | 26   | 27   | 29   | 30   | 32   | 32   | 32   | 32   | 32   |
| výhry* celkově                  | Federer               | 15   | 51   | 100  | 158  | 236  | 310  | 391  | 483  | 551  | 617  | 678  | 743  | 807  | 878  | 891  | 996  | 1080 |
| výhry* celkově                  | Roddick               | 4    | 46   | 102  | 174  | 248  | 307  | 356  | 410  | 459  | 507  | 555  | 589  | 612  | 612  | 612  | 612  | 612  |
| konečný žebříček                | Federer               | 64   | 29   | 13   | 6    | 2    | 1    | 1    | 1    | 1    | 2    | 1    | 2    | 3    | 2    | 6.   | 2.   | 3.   |
| konečný žebříček                | Roddick               | 156  | 14   | 10   | 1    | 2    | 3    | 6    | 6    | 8    | 7    | 8    | 14   | 39   | –    | –    | –    | –    |
| týdnů světovou jedničkou        | Federer               | 0    | 0    | 0    | 0    | 0    | 48   | 100  | 152  | 204  | 237  | 262  | 285  | 285  | 302  | 302  | 302  | 302  |
| týdnů světovou jedničkou        | Roddick               | 0    | 0    | 0    | 9    | 13   | 13   | 13   | 13   | 13   | 13   | 13   | 13   | 13   | 13   | 13   | 13   | 13   |
| * – výhra znamená vítězný zápas |                       |      |      |      |      |      |      |      |      |      |      |      |      |      |      |      |      |      |